# Brachystegia
Genre
Classification phylogénétique
Brachystegia est un genre de plantes à fleurs  de la famille des Fabaceae composé de 25 à 43 espèces d'arbres tropicaux originaires d'Afrique. Les arbres de ce genre sont généralement connus sous le nom de miombo et sont prédominants dans les formations arborées de miombo d'Afrique centrale et méridionale.

## Liste d'espèces

### Selon NCBI
- Brachystegia boehmiiNCBI (13 juil. 2010)[1]
- Brachystegia bussei
- Brachystegia laurentii
- Brachystegia leonensis
- Brachystegia longifolia
- Brachystegia mildbraedii
- Brachystegia spiciformis
- Brachystegia zenkeri

### Selon GRIN
Selon GRIN.
- Brachystegia allenii Burtt Davy & Hutch.
- Brachystegia angustistipulata De Wild.
- Brachystegia bakeriana Burtt Davy & Hutch.
- Brachystegia bequaertii De Wild.
- Brachystegia boehmii Taub.
- Brachystegia bussei Harms
- Brachystegia cynometroides Harms
- Brachystegia eurycoma Harms
- Brachystegia fleuryana A.Chev.
- Brachystegia floribunda Benth.
- Brachystegia glaberrima R.E.Fr.
- Brachystegia glaucescens Burtt Davy & Hutch.
- Brachystegia gossweileri Burtt Davy & Hutch.
- Brachystegia kalongensis De Wild.
- Brachystegia kennedyi Hoyle
- Brachystegia laurentii (De Wild.) Louis ex J.Léonard
- Brachystegia leonensis Burtt Davy & Hutch.
- Brachystegia longifolia [Benth.
- Brachystegia luishiensis De Wild.
- Brachystegia lujae De Wild.
- Brachystegia manga De Wild.
- Brachystegia microphylla Harms
- Brachystegia mildbraedii Harms
- Brachystegia nigerica Hoyle & A.P.D.Jones
- Brachystegia puberula Burtt Davy & Hutch.
- Brachystegia randii Baker f.
- Brachystegia russelliae I.M.Johnst.
- Brachystegia spiciformis Benth.
- Brachystegia stipulata De Wild.
- Brachystegia subfalcato-foliolata De Wild.
- Brachystegia tamarindoides Benth.
- Brachystegia taxifolia Harms
- Brachystegia torrei Hoyle
- Brachystegia utilis Burtt Davy & Hutch.
- Brachystegia wangermeeana De Wild.
- Brachystegia welwitschii [Taub.
- Brachystegia zenkeri Harms